# Tomie Ohtake

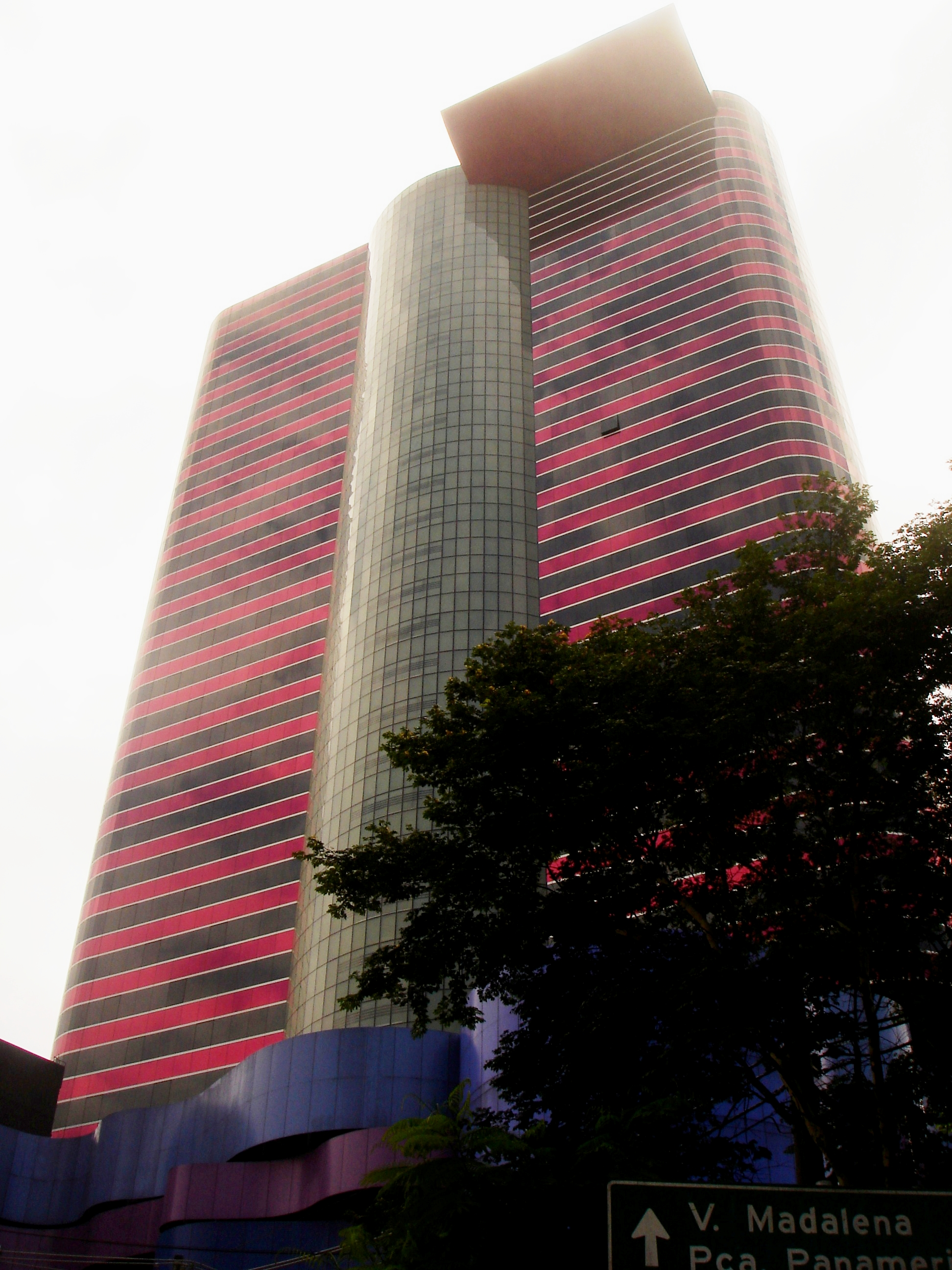
Instituto Tomie Ohtake in São Paulo

Tomie Ohtake (Kioto, 21 november 1913 – São Paulo, 12 februari 2015) was een Braziliaanse beeldhouwster, schilderes en grafica.

## Leven en werk
Ohtake was Japanse van geboorte en groeide op in Kioto. In 1936 emigreerde zij naar Brazilië, waar ze haar toekomstige echtgenoot Ushio Ohtake leerde kennen. Ze vestigden zich in de stad São Paulo, waar in 1938 hun zoon Ruy werd geboren. In 1953 ging zij, na een bezoek in 1952 aan het atelier van de schilder Keisuke Sugano, abstract schilderen. Ohtake had haar eerste expositie in 1957 in de Salão Nacional de Arte Moderna en in 1961 nam ze deel aan de Biënnale van São Paulo.
Ohtake maakte in de jaren 60 eveneens grafisch werk. In 1972 nam zij namens Brazilië deel aan de afdeling Grafiek van de Biënnale van Venetië en in 1978 aan de grafiekbiënnale van Tokio. Zij creëerde vanaf eind jaren 80 tientallen sculpturen voor de openbare ruimte en haar werk is te zien in diverse steden in Brazilië, maar vooral in de staat São Paulo.
Ohtake woonde en werkte in São Paulo. Zij nam in 1968 de Braziliaanse nationaliteit aan. Tomie Ohtake kreeg in 1988 de Ordem do Rio Branco uitgereikt en ontving op 8 november 2006 de Ordem do Mérito Cultural van de Braziliaanse president Lula.
Eind 2013 vierde ze haar 100ste verjaardag.
Ze overleed begin 2015 op 101-jarige leeftijd.

## Instituto Tomie Ohkate
In 2001 werd in São Paulo het naar haar genoemde culturele centrum Instituto Tomie Ohkate voor het publiek geopend. Het centrum werd ontworpen door haar zoon, de architect Ruy Ohkate. In 2003/04 werd ter gelegenheid van de negentigste verjaardag van de kunstenares een retrospectieve tentoonstelling "Tomie Ohtake na Trama Espiritual da Arte Brasileira" georganiseerd in het Instituto Tomie Ohtake. Deze expositie was in 2005 eveneens te zien in het Museu Nacional de Belas Artes in Rio de Janeiro.

## Werken (selectie)
- Estrela do mar (1986)[3], Lagoa Rodrigo Freitas
- Vier mozaïekpanelen (1991), metrostation Estaçoe Consolação in São Paulo
- Escultura[4], Edificio Santa Catarina (van Ruy Ohtake) aan de Avenida Paulista in São Paulo
- Novas Pinturas (1993), Museu de Arte Moderna (MAM) in Rio de Janeiro
- Marco da eterna amitade entre Brasil e Japão (1997), Universidade de São Paulo
- Monumento Guaracuí (2002), Praça Beira Rio in Registro
- Escultura (2002), Campus Universidade Federal do Minas Gerais in Belo Horizonte
- Monumento Tomie Ohkate (2008), Praya José Menino in Santos
- Escultura, Aeroporto de Guarulhos in São Paulo
- Sem Título , Praça Professor José Lannes in São Paulo
- Sem Título (2008), Faculdade de Economia - Universidade de São Paulo
- Escultura (2008), Avenida 23 de maio in São Paulo
- Escultura, Beeldenpark van het Museu de Arte Contemporânea (MAC-USP) in São Paulo

## Fotogalerij

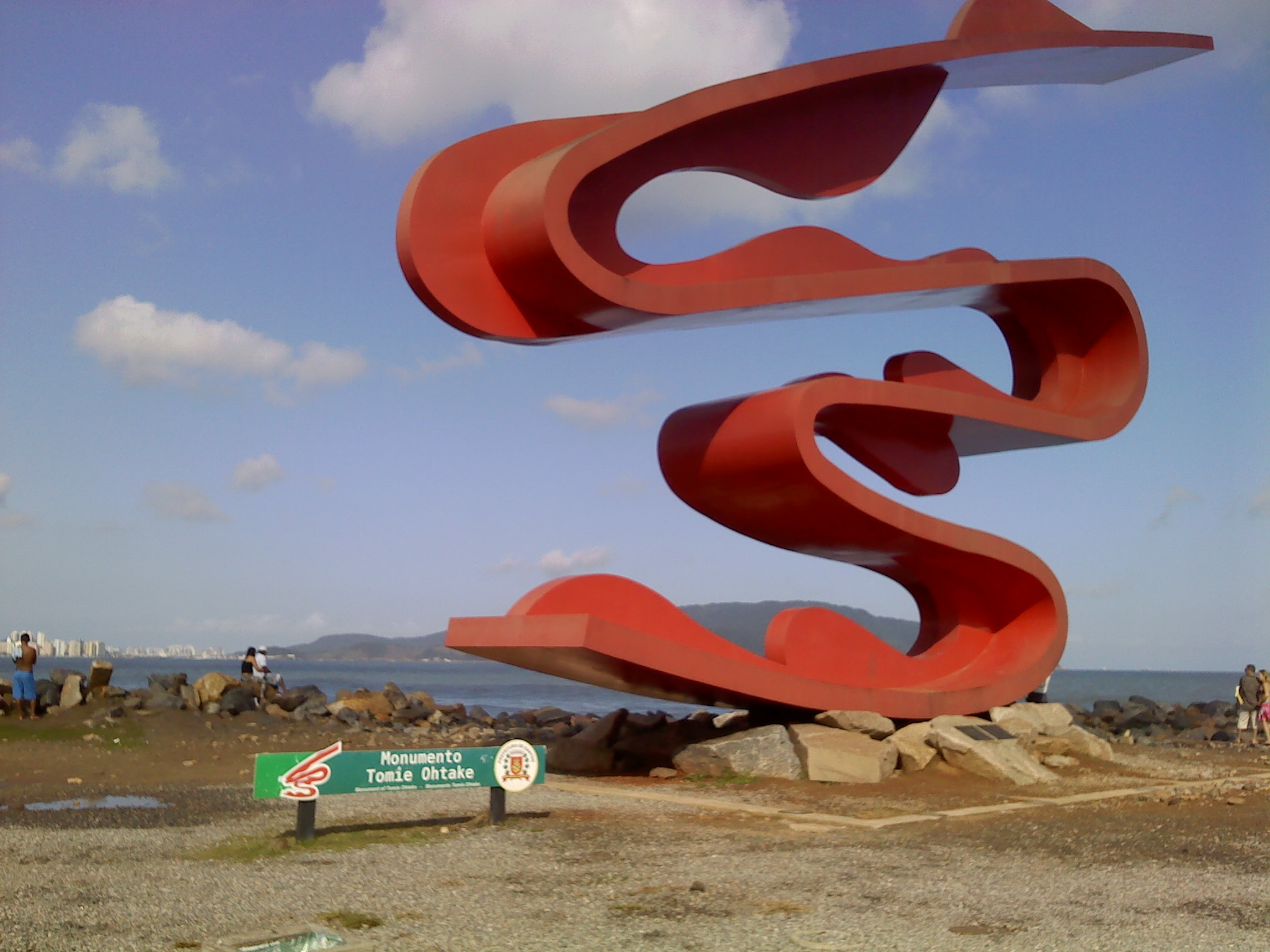
Monumento Tomie Ohtake in Santos
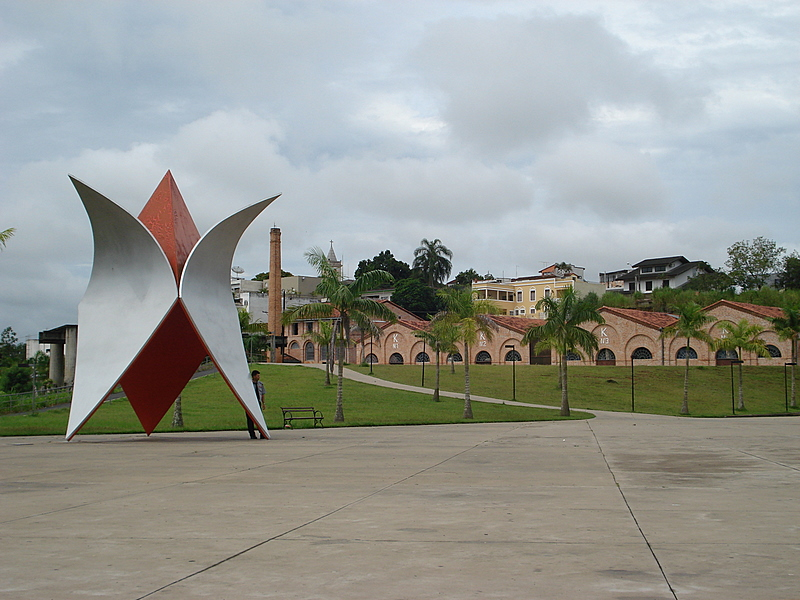
Monumento Guaracuí (2002)
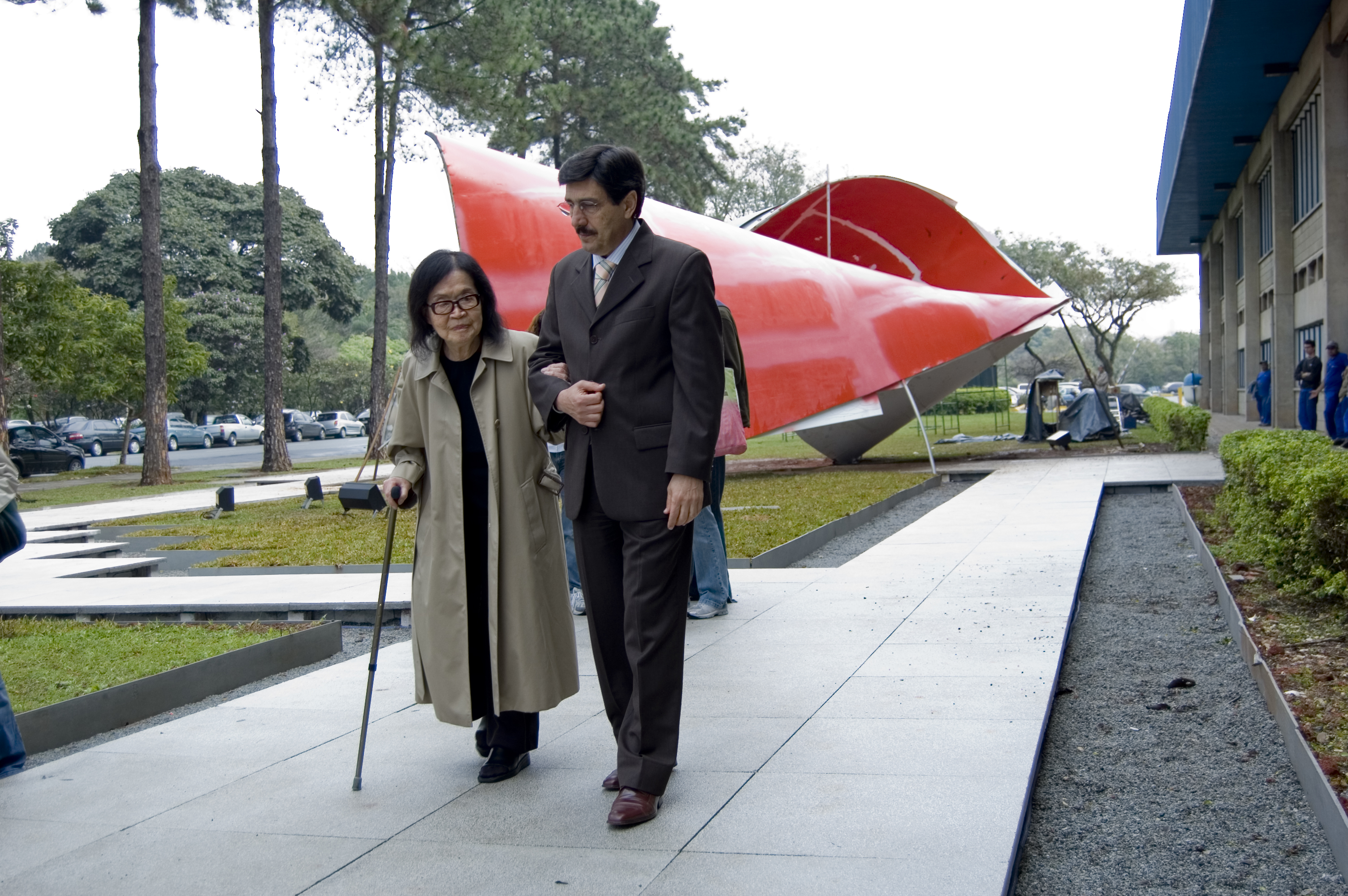
Sem Título (2008), Universidade de São Paulo